# VOX (politikai párt)
A VOX (magyarul: hang), egy nemzeti konzervatív párt Spanyolországban, amit 2013. december 17-én alapítottak. Jelenlegi elnöke és vezetője Santiago Abascal. A pártot jobboldaliként és szélsőjobboldaliként egyaránt azonosítják.
Mandátumhoz először a 2019-es áprilisi általános választáson jutottak, majd ugyan ebben az évben 3,6 millió szavazatot kaptak a novemberi előrehozott választáson, amivel a Képviselőház harmadik legnagyobb pártjává váltak 52 mandátummal. Az ezt követő évek közvéleménykutatásai alapján a párt támogatottsága országos csúcsokat döntött, ám a várakozásokkal ellentétben a 2023-as általános választáson végül 19 parlamenti mandátumot vesztettek, noha így is megmaradtak a harmadik legnagyobb politikai erőnek az országban több mint 3 millió szavazóval. Az Európai Parlamentben a 6 képviselőjük a Patrióták Európáért képviselőcsoport tagja.

## Története

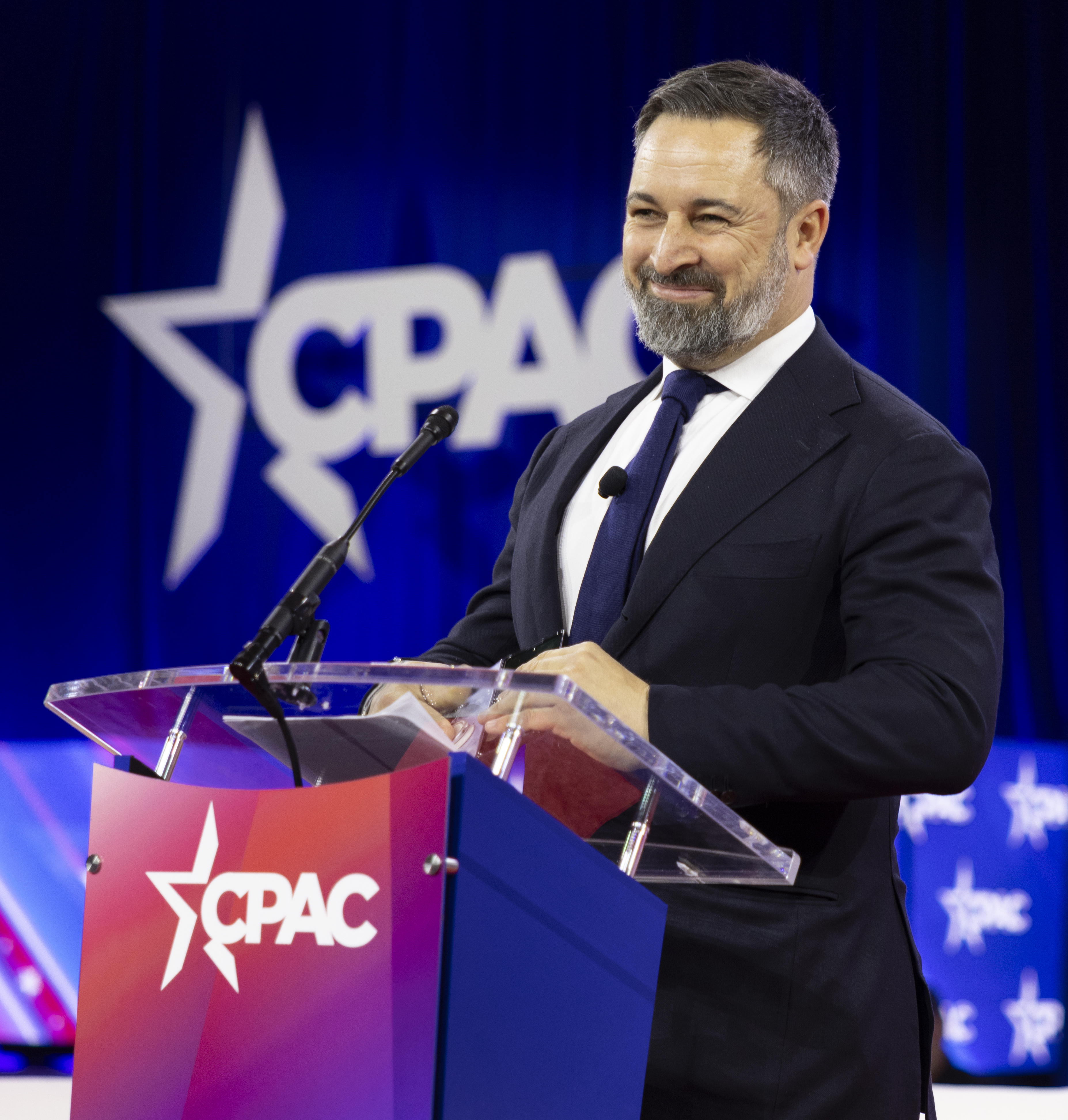
A párt elnöke, Santiago Abascal felszólal a CPAC konferencián Washingtonban, 2024. február 23-án

A párt 2013-ban alakult a Néppárt konzervatív szárnyának egykori tagjaiból, akik kiléptek a pártból, mert nem értettek egyet Mariano Rajoy miniszterelnök intézkedéseivel. Azért is kiléptek a pártból, mert az ETA baszk terrorszervezettel nem tudott kellőképpen elszámolni illetve a Rajoy vezette kormány fiskális politikája miatt, amelynek megvalósításához egy centralizáltabb államberendezkedés kellene és nem egy "kvázi-föderatív" közigazgatási rendszer, amelyet a spanyol alkotmány 1978 óta biztosít.
A párt magát kereszténydemokrata, konzervatív katolikus szellemiségűnek tartja, . Első elnöke José Luis González Quirós volt, a tagok voltak  Santiago Abascal és José Antonio Ortega Lara (akikről közismert, hogy az ETA elrabolta őket és fogságban tartotta őket egy időben).
2014. szeptemberében a párt új elnökének Santiago Abascált választották meg, Iván Espinosa de los Monteroszt pedig főtitkárnak.
2017 őszén a pártnak 20 ezer új tagja lett a barcelonai terrortámadás és a katalán szeparatizmus következtében. A katalán népszavazás és az alkotmányos válság miatt a párt úgy döntött, hogy nem indul Katalóniában. A párt a katalán függetlenség kikiáltása után pert indított a Katalán Parlament és számos szeparatista mozgalom ellen.
2018-ban a párt a madridi Vistalegre Palotában tartott rendezvényén több mint 10 ezer szimpatizáns vett részt. A párt ellenzi Francisco Franco földi maradványainak exhumálását az Elesettek Völgyében fekvő sírhelyéből.

## Ideológia

### Belpolitika
A Vox az alkotmányos monarchiát támogatja, valamint fontosnak tartják, hogy Spanyolország centralizáltabb legyen és visszavennének jogokat az autonóm közösségektől. Határozottan ellenzik a szeparatista mozgalmakat, elsősorban a baszk és katalán szeparatista mozgalmakat. Vagyis támogatják, hogy az autonóm közösségek jelenlegi formáját szüntessék meg. Tagadják a spanyolokon kívül más nemzetiségek létét és a regionalizmust az országban. A központosított állam eszményében hisznek

### Társadalompolitika
Ellenzik a feminizmust, eltörölnék a hatályos nemi erőszak törvényt, mert az álláspontjuk szerint "kifejezetten diszkriminatív a férfiakkal szemben" és ehelyett "családon belüli erőszakellenes törvényt" hoznának. Baloldalról gyakran éri kritika a VOX-ot, hogy nem veszik tudomásul a nők elnyomását és mindezt a "keresztény alapok" nevében teszik.
Ellenzik az abortuszhoz való jogot és az eutanáziát is.  A párt életfogytig tartó börtönnel büntetné a szexuális bünözőket.
Támogatnák a bikaviadalokat, hisz szerintük az része a spanyol kultúrának.

#### Iszlám
A párt eleinte az iszlám fundamentalizmus ellen foglalt állást, de számos VOX politikus iszlamofób retorikával szokott beszélni a vallásról. Ellenzik a Maghreb országokból történő bevándorlást, szorosabbá tennék a katolicizmussal való viszonyt. Bezáratnák a fundamentalisták mecseteit valamint letartóztatnák és kitoloncoltatnák a szélsőséges imámokat. A párt nyíltan emelt szót több tízezer muszlim kitoloncolásáért Spanyolországból. 2019-ben a párt elnök, Santiago Abascal egy "új Reconquistát" sürgetett Spanyolországban, aminek keretében kitiltatná a muszlim bevándorolókat az országból.

#### LMBT-jogok
A párt ellenzi azonos neműek közti házasságot, ehelyett az ő esetükben az élettársi kapcsolatot erősítenék meg. Gyakran vádolják meg a pártot homofóbiával, amit rendszerint tagadnak. A párt elnök Santiago Abascal amellett, hogy többször tagadta ezeket a vádakat, mindig azzal védekezik, hogy a párttagok közt számos homoszexuális van illetve számos pártpolitikusnak van homoszexuális barátja. Az LMBT ideológiát viszont ellenzik.  Egyes pártpolitikusok azzal érvelnek, hogy a muszlim bevándorlás ellenzésével, az LMBT közösség tagjait hívatottak védeni, mert számos iszlám országban halálos bűn a homoszexualitás.
Ennek ellenére számos párt politikus tett homofób kijelentést a múltban:  Fernando Paz Cristóbal (a párt albacetei volt elnöke): "Ha lenne egy meleg fiam, segítenék neki, hogy pszichoterápiával kigyógyuljon" ; Juan E. Pflüger – a párt kommunikációs vezetője -: "Minek ünneplik a melegek Valentin Napot, hiszen náluk nincs szerelem, hanem bűn."
María Ruiz Solás a párt parlamenti képviselője szerint "aggasztóan sok lett utóbbi időben a homoszexuális és a transznemű", válaszul Irene Montero esélyegyenlőségi miniszter számonkérte a politikust, hogy "mekkora százalékban van a normalitás, vagy ami normális azon kívül van a homoszexualitás?". Megvádolta a VOX-ot, hogy az emberi jogok ellen van.
Macarena Olona a párt 2022-es andalúziai választás kormányzójelöltje arról nyilatkozott, hogy "van a párton belül homofób tagozat, amely családokból áll és a homoszexualitást betegségnek tartják".

#### Fegyver
A párt szorgalmazza, hogy lazább fegyvertartási szabály legyen Spanyolországban, így könnyebben jussanak hozzá fegyverekhez az emberek.

### Gazdaságpolitika
A párt magát gazdasági liberálisnak és neoliberálisnak  jellemzi. Liberalizálnak a spanyol munkajogi szabályokon, alacsonyabb adókat vetnének ki és az önfoglalkoztatást támogatnák. Emellett protekcionista intézkedésekkel előnybe hoznák a spanyol nagyvállalatokat, szemben a multinacionális cégekkel. Ellenzik a globalizációt.

### Külpolitika
Az Európai Unióval szemben enyhe euroszkeptikus álláspontot képviselnek.  ideológiailag a Dán Néppárt és az Finnek Pártja populista pártokhoz hasonlítanak.
A történelmi emlékezet törvényét "hisztérikus amnéziának" csúfolják. Ez utóbbi törvény a spanyol polgárháborút követő Francisco Franco fémjelezte korszakban politikai okokból elítélt embereknek biztosított amnesztiát.
A 2022-es ukrajnai háború kapcsán a párt Ukrajnát támogatta és hogy mindent megtesznek azért, hogy "Ukrajnát segítsék, támogassák a háborúban".

## Magyar vonatkozások
Orbán Viktor a Fidesz szövetségesének tartja a pártot és a spanyol jobboldal számára igen kecsegtető 2023-as választási kampányban videóüzenetben buzdította a spanyol szavazókat a támogatására, saját Facebook-oldalán is harcostársának nevezte a párt vezetőjét. A Mészáros-féle MBH Bank 3,6 milliárd forintnyi hitelt nyújtott a pártnak. A VOX azonban a 2023. július 23-án tartott választásokon addigi 52 mandátumából 19-et elvesztett.

## Választási eredmények

### Képviselőház
| Képviselőház  |                    |                  |              |                       |                  |
| Választási év | Elnyert mandátumok | Szavazatok száma | Szavazatok % | Eredmény              | Listavezető      |
| 2015          | 0 / 350            | 58,114           | 0.23         | Parlamenten kívül     | Santiago Abascal |
| 2016          | 0 / 350            | 47,182           | 0.20         | Parlamenten kívül     | Santiago Abascal |
| 2019 április  | 25 / 350           | 2,654,200        | 10.26        | Előrehozott választás | Santiago Abascal |
| 2019 november | 52 / 350           | 3,656,979        | 15.08        | Ellenzék              | Santiago Abascal |
| 2023 július   | 33 / 350           |                  |              |                       |                  |

### Szenátus
| Szenátus      |                    |                  |
| Választási év | Elnyert mandátumok | Listavezető      |
| 2015          | 0 / 208            | Santiago Abascal |
| 2016          | 0 / 208            | Santiago Abascal |
| 2019 április  | 0 / 208            | Santiago Abascal |
| 2019 november | 2 / 208            | Santiago Abascal |

### Autonóm közösségek parlamentjei
| Választás éve       | Választás éve | Szavazatok száma | Szavazatok % | Helyezett | Elnyert mandátumok | Eredmény        |
| ------------------- | ------------- | ---------------- | ------------ | --------- | ------------------ | --------------- |
| Andalúzia           | 2022          | 493,909          | 13.46        | 5.        | 14 / 109           | Ellenzék        |
| Aragónia            | 2019          | 40,263           | 6.08         | 6.        | 3 / 67             | Ellenzék        |
| Asztúria            | 2019          | 33,784           | 6.42         | 7.        | 2 / 45             | Ellenzék        |
| Baleári-szigetek    | 2019          | 34,871           | 8.12         | 6.        | 3 / 59             | Ellenzék        |
| Baszkföld           | 2020          | 17,569           | 1.94         | 6.        | 1 / 75             | Ellenzék        |
| Galícia             | 2020          | 26,485           | 2.03         | 5.        | 0 / 75             | Nincs mandátum  |
| Kanári-szigetek     | 2019          | 22,021           | 2.47         | 7.        | 0 / 70             | Nincs mandátum  |
| Kantábria           | 2019          | 16,392           | 5.05         | 5.        | 2 / 35             | Ellenzék        |
| Kasztília és León   | 2022          | 212,605          | 17.64        | 3.        | 13 / 81            | Kormánykoalíció |
| Kasztília–La Mancha | 2019          | 75,636           | 7.02         | 4.        | 0 / 33             | Nincs mandátum  |
| Katalónia           | 2021          | 218,364          | 7.68         | 4.        | 11 / 135           | Ellenzék        |
| Ceuta               | 2019          | 7,566            | 22.35        | 3.        | 6 / 25             | Ellenzék        |
| Extremadura         | 2019          | 28,849           | 4.70         | 5.        | 0 / 65             | Nincs mandátum  |
| La Rioja            | 2019          | 6,314            | 3.87         | 6.        | 0 / 136            | Nincs mandátum  |
| Madrid              | 2021          | 333,403          | 9.15         | 4.        | 13 / 136           | Külső támogatók |
| Melilla             | 2019          | 2,655            | 7.76         | 4.        | 2 / 25             | Ellenzék        |
| Murcia              | 2019          | 61,591           | 9.46         | 4.        | 4 / 45             | Külső támogatók |
| Navarra             | 2019          | 4,401            | 1.29         | 7.        | 0 / 50             | Nincs mandátum  |
| Valencia            | 2019          | 278,947          | 10.6         | 5.        | 10 / 99            | Ellenzék        |